# FEEL SO MUSE
FEEL SO MUSE（フィール・ソー・ミューズ）は、2009年4月1日よりエフエム富士で放送している生放送のラジオ番組。
DJは間宮優希（当初は岡村ふみのも一部の曜日を担当）。毎回、ゲストとしてスタジオを訪れるミュージシャンとの間で行われるトークを主体とした番組である。

## 概要
放送時間は当初は月曜から金曜の20：00～21：00であったが、2010年4月より月曜から木曜までの放送になり、2010年10月より19：00～19：50に移動して現在に至っている。なお、番組の開始時は西麻布のスタジオから放送されていたが、2010年10月よりSTUDIO ViViDから放送している。
基本的に公開生放送であるが、ゲストによっては非公開生放送の時がある。
5年に渡って放送時間やスタジオを変えて放送されていたが、2014年3月31日をもって番組が終了となる。4月1日からはPUMP UP RADIOが4時間の生放送へ拡大される。